# Kreis Thann
| Basisdaten             | Basisdaten                  |
| ---------------------- | --------------------------- |
| Bundesstaat            | Reichsland Elsaß-Lothringen |
| Bezirk                 | Oberelsaß                   |
| Verwaltungssitz        | Thann                       |
| Fläche                 | 524 km² (1910)              |
| Einwohner              | 59.583 (1910)               |
| Bevölkerungsdichte     | 114 Einw./km² (1910)        |
| Gemeinden              | 53 (1910)                   |
| Lage des Kreises Thann |                             |
|                        |                             |

Der Kreis Thann war von 1871 bis 1920 ein deutscher Landkreis im Bezirk Oberelsaß des Reichslandes Elsaß-Lothringen. Das Gebiet des Kreises liegt heute im Wesentlichen im Arrondissement Thann-Guebwiller des französischen Départements Haut-Rhin. 

## Geschichte
Nachdem Elsaß-Lothringen durch den Frankfurter Friedensvertrag an das Deutsche Reich gefallen war, wurde 1871 aus dem bis dahin französischen Arrondissement Thann der Kreis Thann gebildet. 1917 wurde der Kreissitz kriegsbedingt von Thann nach Rufach verlegt. Nach dem Ende des Ersten Weltkrieges wurde der Kreis 1918 von Frankreich besetzt, kam am 17. Oktober 1919 unter französische Verwaltung und gehörte mit dem Inkrafttreten des Versailler Vertrages am 10. Januar 1920 wieder als Arrondissement Thann dem französischen Staat an. Im Zweiten Weltkrieg stand Elsaß-Lothringen von 1940 bis 1944 unter deutscher Besatzung (vgl.: CdZ-Gebiet). Während dieser Zeit bildete das Gebiet des Arrondissements Thann den Landkreis Tann. Es wurde nicht im völkerrechtlichen Sinne annektiert, sondern war dem Gauleiter für den Gau Baden in Karlsruhe unterstellt. Zwischen November 1944 und Februar 1945 wurde das Kreisgebiet durch alliierte Streitkräfte befreit und anschließend wieder an Frankreich zurückgegeben.

## Einwohnerentwicklung
| Einwohner   | 1871   | 1890   | 1900   | 1910   |
| ----------- | ------ | ------ | ------ | ------ |
| Kreis Thann | 65.543 | 59.337 | 60.520 | 59.583 |

Gemeinden mit mehr als 2000 Einwohnern (Stand 1910):
| Altthann     | 2.128 |
| Bitschweiler | 2.316 |
| Masmünster   | 3.657 |
| Moosch       | 2.284 |
| Sankt Amarin | 2.203 |
| Sennheim     | 5.180 |
| Thann        | 7.413 |
| Weiler       | 2.031 |

## Politik

### Kreisdirektor
1871–187800Carl Bergmann
1878–188400August Manns
1884–189800Friedrich Curtius
1898–190100Walther Kleemann
1901–190600Paul Swiersen
1906–191400Gustav Beyerlein
1914–191800Georg Mahl

### Landkommissar
1940–999900Steiger  (kommissarisch)

### Landräte
1940–999900Steiger
1940–999900Steinbrenner
1940–194200Hans Oestreicher
1942–194400Erwin Trippel (1906–1979) (vertretungsweise)

## Gemeinden
Im Jahre 1910 umfasste der Kreis Thann 53 Gemeinden:
| - Altenbach - Altthann - Aue - Bernweiler - Bitschweiler - Dollern - Felleringen - Geishausen - Gewenheim - Goldbach - Hüsseren-Wesserling - Kirchberg - Krüt - Leimbach | - Malmerspach - Masmünster - Michelbach - Mitzach - Mollau - Moosch - Morzweiler - Niederaspach - Niederbruck - Niederburbach - Niederburnhaupt - Niedersulzbach - Oberaspach - Oberbruck | - Oberburbach - Oberburnhaupt - Obersulzbach - Odern - Rammersmatt - Ranspach - Rimbach - Rodern - Sankt Amarin - Schweighausen - Sennheim - Sentheim - Sewen - Sickert | - Staffelfelden - Steinbach - Storkensauen - Thann - Uffholz - Urbis - Wattweiler - Wegscheid - Weiler - Wildenstein - Wittelsheim |